# Этика (Спиноза)
«Этика, доказанная в геометрическом порядке» (лат. Ethica, ordine geometrico demonstrata) — философское сочинение Спинозы, опубликованное после смерти автора в 1677 году его друзьями.

## Содержание
Несмотря на то, что термин «этика» вынесен в название произведения, тем не менее первая половина трактата посвящена онтологической проблематике и описанию единственной вечной субстанции (то, что существует само в себе). С субстанцией (отождествляемой с Богом) связаны понятия атрибута и модуса. Главными атрибутами субстанции являются мышление (лат. сogitatio) и протяжение (лат. extensio). Человек со своим мышлением и телом представляет собой часть Бога, который, впрочем, лишен антропоморфизма (что позволяло охарактеризовать философию Спинозы как пантеизм и даже материализм).
Проводя последовательный монизм в онтологии, Спиноза доказывает, что всё происходящее в мире имеет причину в благом Боге, соответственно для счастья и блаженной жизни необходимо правильным образом настроить аффекты («смутная идея»: лат. confusa idea), которые слагаются из желания (лат. cupiditate), удовольствия (лат. lætitia) и неудовольствия (лат. tristitia). При этом, хотя аффекты иногда и могут напоминать средневековые грехи (чревоугодие, скупость, пьянство, разврат), тем не менее совершенное избавление от них невозможно, поскольку они составляют сущность человека. Кроме того, само совершенствование человека сопровождается естественным чувством удовольствия (радостью).
В этике Спиноза отстаивал позиции разумного эгоизма (Первая и единственная основа добродетели или правильного образа жизни есть искание собственной пользы).

## Структура
Книга построена по модели Евклидовой геометрии. Каждая часть начинается с определений, за которыми следуют аксиомы или постулаты, а затем цепочки доказательств различных «теорем».

## Цитаты
- Воля и разум — одно и то же (лат. Voluntas et intellectus unum et idem sunt: II ч., королларий к 49 теореме)
- Любовь есть удовольствие, сопровождаемое идеей внешней причины (лат. Amor est lætitia concomitante idea causæ externæ: III ч., схолия к 30 теореме, также IV ч., доказательство к 44 теореме)
- Желание есть самая сущность человека (лат. Cupiditas est ipsa hominis essentia, III ч. из определения аффектов)
- Бог, любя самого себя, любит людей, и, следовательно, любовь Бога к людям и познавательная любовь души к Богу — одно и то же (V ч., королларий к 36 теореме).